# Floresta Nacional de Balata-Tufari
A floresta nacional de Balata-Tufari está localizada no estado do Amazonas na região norte do Brasil. O bioma predominante é o daFloresta Amazônica.